# Riina Rekilä
Riina Rekilä, född 1981 i Himango i Norra Österbotten i Finland, är en finländsk travtränare, travkusk, hästuppfödare, veterinär och näringscoach.

## Karriär
Rekilä började att träna hästar i hemlandet Finland, där hon drev en mindre tränarverksamhet. I slutet av 2000-talet flyttade Rekilä till Kanada med sin familj. Den största segern i Nordamerika kom 2009 med tvååriga stoet Random Destiny, som vann finalen av Ontario Sire Stakes på Windsor Raceway. Segern var värd 65 000 kanadensiska dollar.
2010 tog Rekilä på nytt en seger i finalen av Ontario Sire Stakes med Random Destiny på Mohawk Racetrack, och samma år segrade Christiana Hanover, som kördes och tränades av Rekilä, i finalen av Pennsylvania Sire Stakes för treåriga ston på Pocono Downs på nytt banrekord för treåriga ston. Rekilä blev då den första kvinnliga tränaren på Pocono Downs rekordlista.

## Tetrick Wania
I Sverige är Rekilä mest känd som tränare, kusk och uppfödare till Tetrick Wania, som dominerade stort under sin tvååringssäsong, och segrade i bland annat Breeders' Crown (2021), Svampen Örebro (2021) och Svensk uppfödningslöpning (2021). Då Tetrick Wania segrade i Svensk uppfödningslöpning tillsammans med Rekilä var det första gången i loppets historia som en kvinnlig kusk segrade.

## Uppfödning
Rekilä betäcker i regel sina märrar med hingstar från USA, då hon har en stor förkärlek till amerikansk travsport. Förutom Tetrick Wania har hon fött upp Walner, som gjorde stora avtryck i Nordamerika, och utsågs till Årets tvååring.
Hennes uppfödningar heter ofta Wania i efternamn, vilket anspelar på en sjö i närheten av Rekiläs hem, som heter just Waniasjön.